# Meriones dahli
Meriones dahli és una espècie de mamífer rosegador de la família dels múrids. Viu a altituds d'entre 600 i 1.000 msnm a Armènia, Turquia i, possiblement, l'Azerbaidjan. S'alimenta de les llavors i les parts verdes de les plantes. El seu hàbitat natural són les zones de sòl sorrenc. Està amenaçat per la desforestació, el sobrepasturatge i l'expansió dels camps de conreu. L'espècie fou anomenada en honor del naturalista noruec Knut Dahl.